# Walter Echeverría
Walter Raúl Echeverría García (1938 - 7 de junio de 2005) fue un político uruguayo perteneciente al Partido Nacional.

## Biografía
Se desempeñó como productor rural y funcionario municipal.
Fue Intendente del departamento de Flores en dos ocasiones: 1985-1989 y 1990-1994. Posteriormente ejerció como Embajador de Uruguay en Bolivia.
Vuelve a postularse en las elecciones de 2000, pero es derrotado por Carlos Mazzullo.
En las elecciones de 2005, se presenta nuevamente y resultó elegido Intendente; pero falleció de un paro cardíaco días antes de asumir.  Por tanto, ingresó su primer suplente, Armando Castaingdebat. 
Un grupo de pobladores de La Casilla pidieron que su pueblo lleve el nombre del difunto intendente. 
En lugar de eso, una calle de La Casilla lleva su nombre desde el 2016. 

## Familia
Su hijo Fernando fue elegido intendente de Flores para el periodo 2015-2020.

## Videos
- Intendente de Flores, Walter Echeverría en YouTube.